# 石山タカ明
石山 タカ明（いしやま たかあき、本名：石山 貴明（読みは左記と同じ）、1960年7月21日- ）は、日本の男性アニメーション演出家、アニメーション監督。東京都出身。血液型A型。

## 来歴・人物
叔父が政治漫画家として『新潟日報』等に執筆していたこともあり、当初は漫画家を目指していたが、『鉄腕アトム』や『鉄人28号』の影響を受け、アニメ業界に進む。東京デザイナー学院（現東京ネットウエイブ）卒業後の1981年、竜の子プロダクションに入社。『逆転イッパツマン』『未来警察ウラシマン』『よろしくメカドック』など多数の演出を担当した後、1985年に退社・独立した。翌年からフリーランスの演出家として活動している。

## 参加作品

### テレビアニメ
1981年
- 黄金戦士ゴールドライタン（演出）※石山貴明名義

1982年
- 逆転イッパツマン（絵コンテ・演出）※石山貴明名義

1983年
- 未来警察ウラシマン（絵コンテ・演出）

1984年
- OKAWARI-BOY スターザンS（絵コンテ・演出）
- よろしくメカドック（絵コンテ・演出）

1985年
- 炎のアルペンローゼ ジュディ&ランディ（絵コンテ・演出）
- 忍者戦士飛影（絵コンテ）

1986年
- あんみつ姫（絵コンテ・演出）

1987年
- のらくろクン（絵コンテ・演出）
- 赤い光弾ジリオン（絵コンテ）

1988年
- F-エフ（絵コンテ・演出）※石山貴明名義

1989年
- 昆虫物語 みなしごハッチ（絵コンテ・演出）

1990年
- ドラゴンクエスト（ - 1991年、絵コンテ）
- からくり剣豪伝ムサシロード（絵コンテ）
- らんま1/2 熱闘編（絵コンテ）

1991年
- ドミニオン（監督）※1988年のOVAを地上波放送
- 三つ目がとおる（絵コンテ）
- 炎の闘球児 ドッジ弾平（絵コンテ）

1993年
- ドラゴンリーグ（絵コンテ）

1994年
- ジャングルの王者ターちゃん（絵コンテ・演出）
- 赤ずきんチャチャ（絵コンテ）
- ゴールFH（絵コンテ）
- 白雪姫の伝説（絵コンテ）

1995年
- 十二戦支 爆烈エトレンジャー（絵コンテ）
- 爆れつハンター（絵コンテ）
- ビット・ザ・キューピッド（絵コンテ・演出）
- ふしぎ遊戯（絵コンテ）
- モジャ公（絵コンテ）
- バーチャファイター（絵コンテ）

1996年
- 名探偵コナン（絵コンテ）
- ヤンボウ ニンボウ トンボウ（絵コンテ）
- こどものおもちゃ（絵コンテ）
- きこちゃんすまいる（絵コンテ）
- セイバーマリオネットJ（絵コンテ）
- シンデレラ物語（チーフディレクター・絵コンテ・演出）
- ガンバリスト!駿（絵コンテ）
- エルフを狩るモノたち（絵コンテ）

1997年
- こちら葛飾区亀有公園前派出所（絵コンテ）
- 超者ライディーン（絵コンテ）
- マッハGoGoGo（絵コンテ）
- EAT-MAN（絵コンテ）
- 新・天地無用!（絵コンテ）
- ポケットモンスター（絵コンテ）
- バトルアスリーテス大運動会（絵コンテ）
- スーパーフィッシング グランダー武蔵（絵コンテ）
- ネクスト戦記EHRGEIZ（絵コンテ）
- フォーチュン・クエストL（絵コンテ）

1998年
- 異次元の世界エルハザード（絵コンテ）
- AWOL -Absent Without Leave-（絵コンテ）
- BURN-UP EXCESS（絵コンテ）
- サイレントメビウス（絵コンテ）
- 超魔神英雄伝ワタル（絵コンテ）
- DTエイトロン（絵コンテ）
- グランダー武蔵RV（絵コンテ）
- 剣風伝奇ベルセルク（絵コンテ）
- ロードス島戦記-英雄騎士伝-（絵コンテ）
- ポポロクロイス物語（絵コンテ・演出）
- 発明BOYカニパン（絵コンテ）

2001年
- ベイビーフィリックス（絵コンテ・演出）
- まみむめ★もがちょ（絵コンテ）
- 砂漠の海賊!キャプテンクッパ（絵コンテ）
- はじめの一歩（演出）※石山貴明名義
- 電脳冒険記ウェブダイバー（絵コンテ・演出）
- Dr.リンにきいてみて!（絵コンテ）
- 新白雪姫伝説プリーティア（演出）
- 星のカービィ（絵コンテ）
- RAVE（絵コンテ）
- 旋風の用心棒（絵コンテ・演出）
- バビル2世（新）（絵コンテ）

2002年
- ガンフロンティア（絵コンテ）
- 陸上防衛隊まおちゃん（絵コンテ）
- ハングリーハート WILD STRIKER（絵コンテ）
- アソボット戦記五九（絵コンテ）
- NARUTO -ナルト-（絵コンテ）

2003年
- F-ZERO ファルコン伝説（絵コンテ）

2004年
- ビューティフル ジョー（監督）
- マリア様がみてる（絵コンテ）

2005年
- BUZZER BEATER（絵コンテ）
- 新釈 眞田十勇士（絵コンテ）
- Paradise Kiss（絵コンテ）

2006年
- ARIA The NATURAL（絵コンテ）
- スパイダーライダーズ 〜オラクルの勇者たち〜（監督（第13話まで、真下耕一と共同））※『おとぎ銃士 赤ずきん』のため途中降板
- おとぎ銃士 赤ずきん（監督・ED作詞）

2007年
- スパイダーライダーズ 〜よみがえる太陽〜（絵コンテ）
- 精霊の守り人（絵コンテ）
- メイプルストーリー（監督）

2008年
- カオス;ヘッド -CHAOS;HEAD-（監督）

2009年
- しゅごキャラ!!!どっきどき（絵コンテ）

2010年
- スティッチ! 〜ずっと最高のトモダチ〜（絵コンテ）
- 咎狗の血（OP演出）

2011年
- へうげもの（絵コンテ）
- テレビまんが 昭和物語（絵コンテ）

2012年
- 銀河へキックオフ!!（絵コンテ）
- ヨルムンガンド（絵コンテ）
- ハヤテのごとく! CAN'T TAKE MY EYES OFF YOU（絵コンテ）

2013年
- NARUTO -ナルト- SD ロック・リーの青春フルパワー忍伝（絵コンテ）
- LINE TOWN（絵コンテ）
- ぼくは王さま（絵コンテ）
- 犬とハサミは使いよう（絵コンテ・演出）
- ログ・ホライズン（絵コンテ・演出）

2014年
- アイカツ!（絵コンテ）
- 怪盗ジョーカー（2014年 - 2015年、絵コンテ）

2015年
- サザエさん（演出）※石山貴明名義
- ふるさと再生日本の昔ばなし（文芸・絵コンテ・演出・作画）※石山貴明名義

2016年
- 少年アシベ GO! GO! ゴマちゃん（絵コンテ）
- スカーレッドライダーゼクス（演出）
- クレヨンしんちゃん（絵コンテ）

2017年
- ふるさとめぐり 日本の昔ばなし（絵コンテ・演出・作画）※石山貴明名義
- 18if（監督・脚本・絵コンテ・演出）
- 十二大戦（演出）

2018年
- 狐狸之声（絵コンテ）
- ベイブレードバースト 超ゼツ（絵コンテ）

2019年
- けものフレンズ2（絵コンテ）
- 八月のシンデレラナイン（絵コンテ）
- 叛逆性ミリオンアーサー（絵コンテ）

2020年
- ファンタシースターオンライン2 エピソード・オラクル（絵コンテ・演出）
- 織田シナモン信長（絵コンテ）
- あひるの空（絵コンテ）
- ジビエート（絵コンテ）

2021年
- 憂国のモリアーティ（絵コンテ）
- BLUE REFLECTION RAY/澪（絵コンテ）
- ピーチボーイリバーサイド（演出）
- 現実主義勇者の王国再建記（2021年 - 2022年、絵コンテ・演出）
- 86-エイティシックス-（演出）
- 吸血鬼すぐ死ぬ（絵コンテ）
- ONE PIECE（絵コンテ）

2022年
- 薔薇王の葬列（絵コンテ・演出）
- 東京ミュウミュウ にゅ〜♡（絵コンテ・演出）
- 黒の召喚士（演出）
- ブルーロック（絵コンテ）
- アークナイツ【黎明前奏/PRELUDE TO DAWN】（絵コンテ）
- 宇崎ちゃんは遊びたい!ω（絵コンテ）

2023年
- アルスの巨獣（演出）
- 老後に備えて異世界で8万枚の金貨を貯めます（絵コンテ）
- 六道の悪女たち（絵コンテ）
- 異世界召喚は二度目です（絵コンテ）
- 贄姫と獣の王（絵コンテ・演出）
- てんぷる（絵コンテ）
- Helck（演出）
- おかしな転生（絵コンテ）
- 七つの魔剣が支配する（演出）
- 川越ボーイズ・シング（絵コンテ）

2024年
- 治癒魔法の間違った使い方（絵コンテ）
- リンカイ!（監督・絵コンテ・演出）
- Lv2からチートだった元勇者候補のまったり異世界ライフ（絵コンテ・演出）
- 神之塔 -Tower of God- 工房戦（絵コンテ）
- やり直し令嬢は竜帝陛下を攻略中（演出）

2025年
- 妖怪学校の先生はじめました!（絵コンテ）
- 没落予定の貴族だけど、暇だったから魔法を極めてみた（演出）
- ある魔女が死ぬまで（絵コンテ）
- ボールパークでつかまえて!（演出）

### 劇場アニメ
1988年
- 変幻退魔夜行 カルラ舞う! 劇場版 -奈良怨霊絵巻-（監督）

1993年
- MOTHER 最後の少女イヴ（絵コンテ）

2000年
- 太陽の法（アニメーションディレクター）※石山貴明名義

2003年
- 黄金の法（アニメーションディレクター）※石山貴明名義

2005年
- あらしのよるに（構成プランナー）

2006年
- 永遠の法（アニメーションディレクター）※石山貴明名義

2009年
- 仏陀再誕－The REBIRTH of BUDDHA（監督）

2012年
- 神秘の法 The Mystical Laws（アニメーション・プロデューサー）

### OVA
1988年
- ドミニオン（監督）

1989年
- 超獣機神ダンクーガ 白熱の終章（絵コンテ）
- 強殖装甲ガイバー OVA第1期（絵コンテ・演出）

1990年
- 変幻退魔夜行 カルラ舞う! 〜仙台小芥子怨歌〜 全6巻（監督）

1991年
- 巴がゆく! 1.桜の抄（監督・音響監督）

1992年
- 巴がゆく! 2.炎の抄（監督・音響監督）
- JOKER マージナル・シティ（絵コンテ）

1993年
- 機神兵団（監督、挿入歌作詞）

1994年
- 無責任艦長タイラー特別編 ひとりぼっちの戦争（絵コンテ・オフライン）

1995年
- KEY THE METAL IDOL（絵コンテ）

1996年
- BURN-UP W（絵コンテ・演出）

1997年
- マスターモスキートン（絵コンテ）
- サクラ大戦 桜華絢爛（監督）

1998年
- ビ・ヨンド（絵コンテ）

2000年
- サクラ大戦 轟華絢爛（絵コンテ）

2001年
- サンリオ世界名作劇場 ハローキティシリーズ
  - ハローキティのねむれる森の美女（絵コンテ・演出）
  - ハローキティのおやゆび姫（絵コンテ・演出）
  - ハローキティのシンデレラ（絵コンテ・演出）

2009年
- 異世界の聖機師物語（絵コンテ）

2020年
- 天地無用! 魎皇鬼 第伍期（ - 2021年、絵コンテ）

### 映画
2019年
- 哲人王 〜李登輝対話篇〜（アニメーション部分 絵コンテ・演出・原画）

### 小説イラスト
- 超救助犬リープ（2014年、学芸みらい社）文：石黒久人、あも〜れ・たか 名義、ISBN 978-4-90537435-0

第25回 日本動物児童文学大賞受賞作品、日本図書館協会選定図書